# Stoewer
Stoewer-Werke AG var en tysk motorcykel- och biltillverkare som verkade i Stettin, Pommern (numera Szczecin i Polen) mellan 1896 och 1945. 

## Bakgrund
Bernhard Stoewer Sr. grundade 1858 en mekanisk verkstad i Stettin. Han tillverkade symaskiner och utökade med åren verksamheten med cyklar och skrivmaskiner. 1896 startade Stoewer även en metallindustri för att tillverka delar till sina cyklar.

## Biltillverkning
1899 överlämnade Stoewer ledningen av dotterföretaget till sina söner Emil och Bernhard Jr. 
Bröderna presenterade samma år sin första motorcykel som snart följdes av personbilar, lastbilar och bussar. 1916 ombildades bolaget till ett fristående aktiebolag under namnet Stoewer-Werke AG. I början av 1930-talet var Stoewer tidigt ute med att introducerade en serie framhjulsdrivna bilar.
Från 1936 tog Stoewer fram en lätt personbil för manskapstransport åt Wehrmacht som en del av den tyska upprustningen inför andra världskriget. Den kom att tillverkas i stort antal av flera tyska biltillverkare under kriget.
Efter andra världskriget hamnade Stettin i Polen. Stoewers anläggningar hade klarat sig förhållandevis bra men all användbar utrustning skeppades till Sovjetunionen som krigsskadestånd.

## Bildgalleri

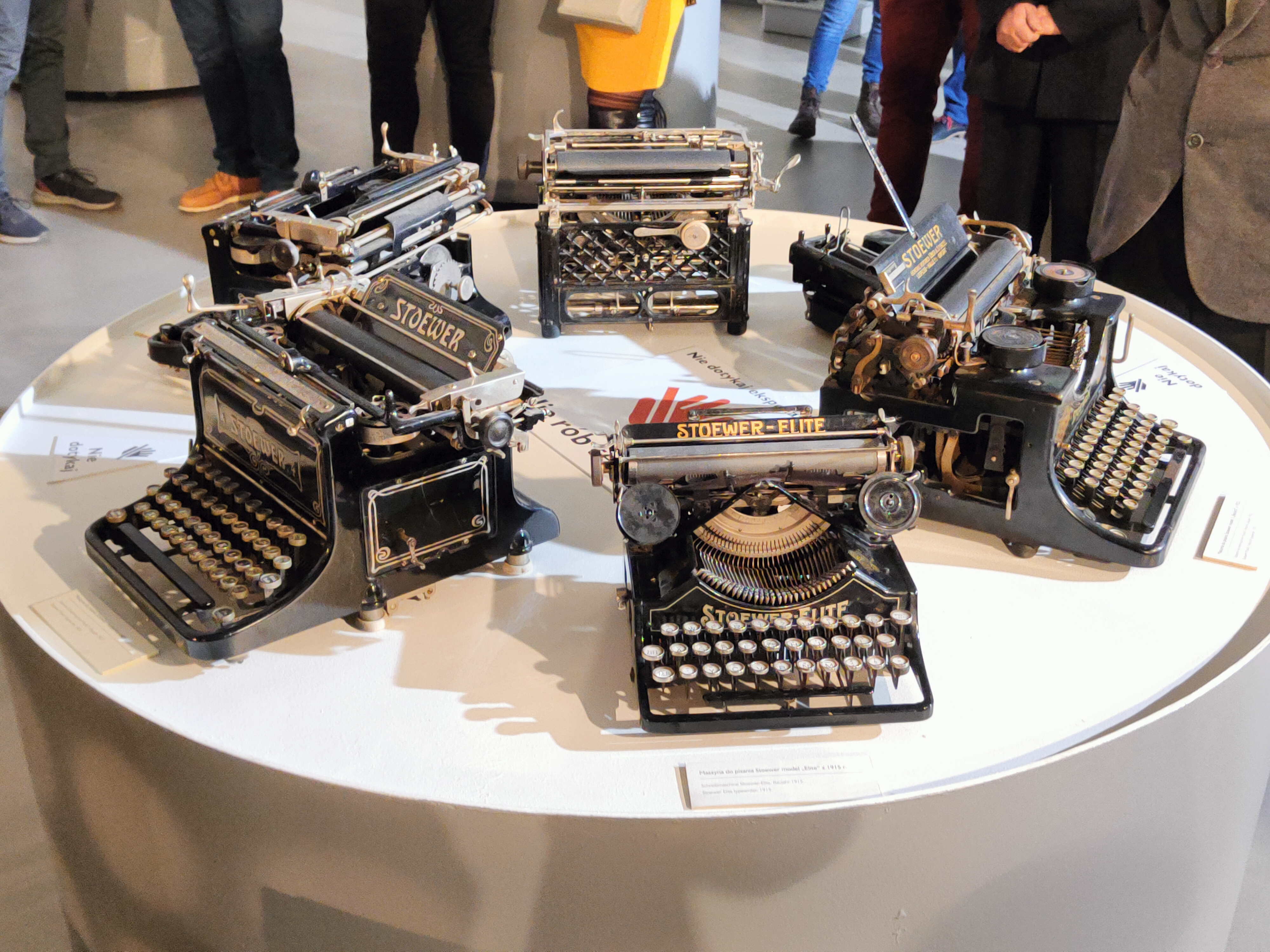
Stoewer skrivmaskiner.
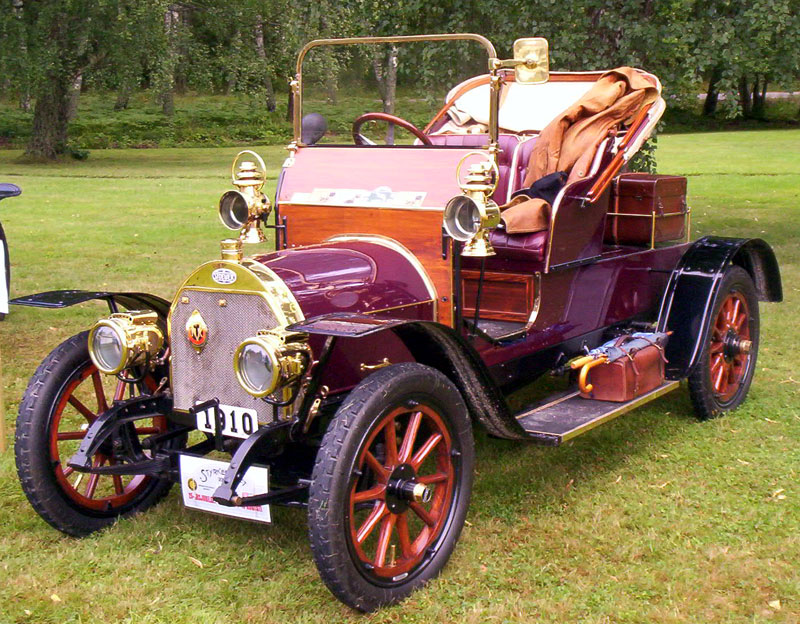
Stoewer LT4 1910.
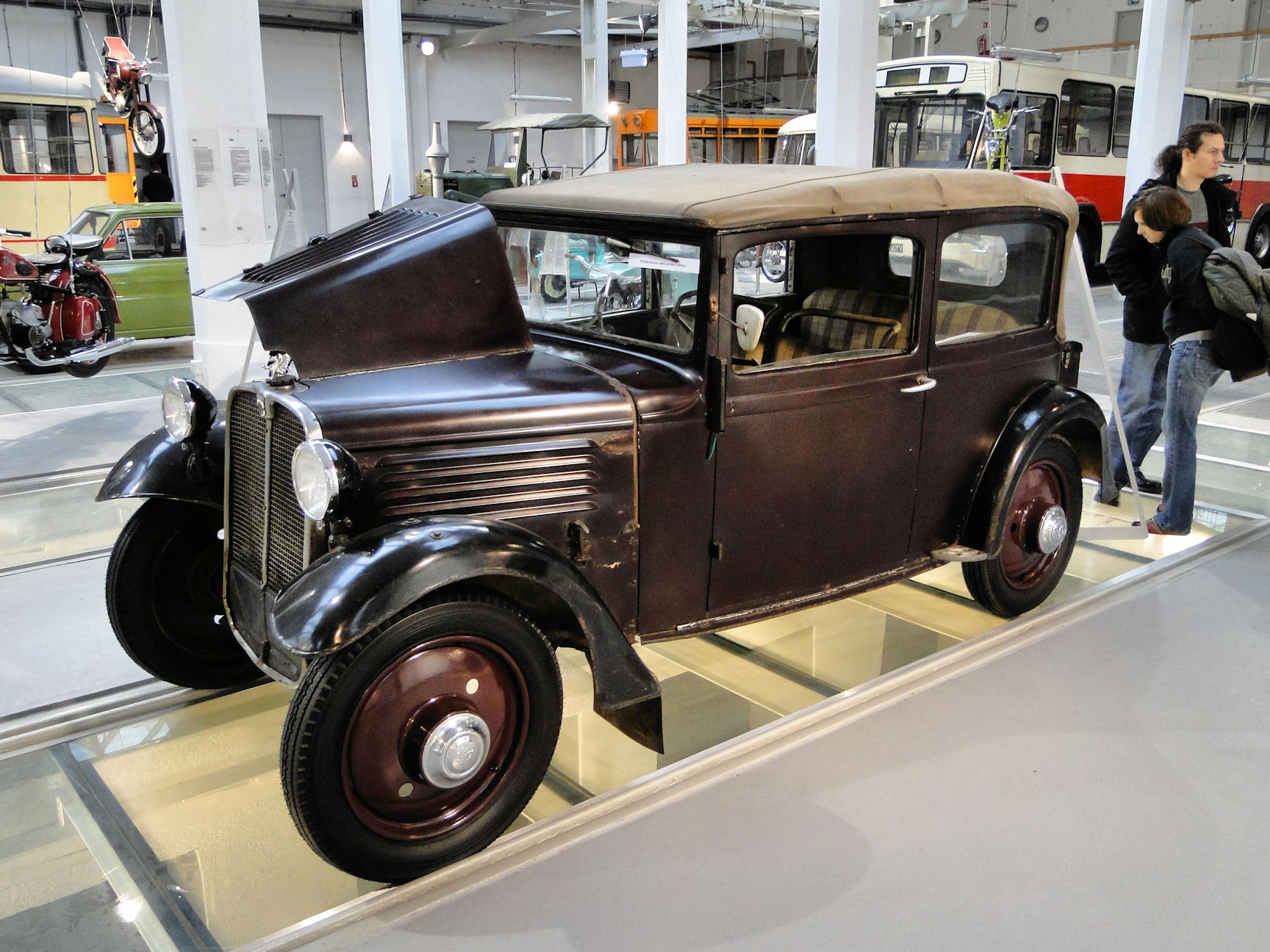
Stoewer V5 1931.
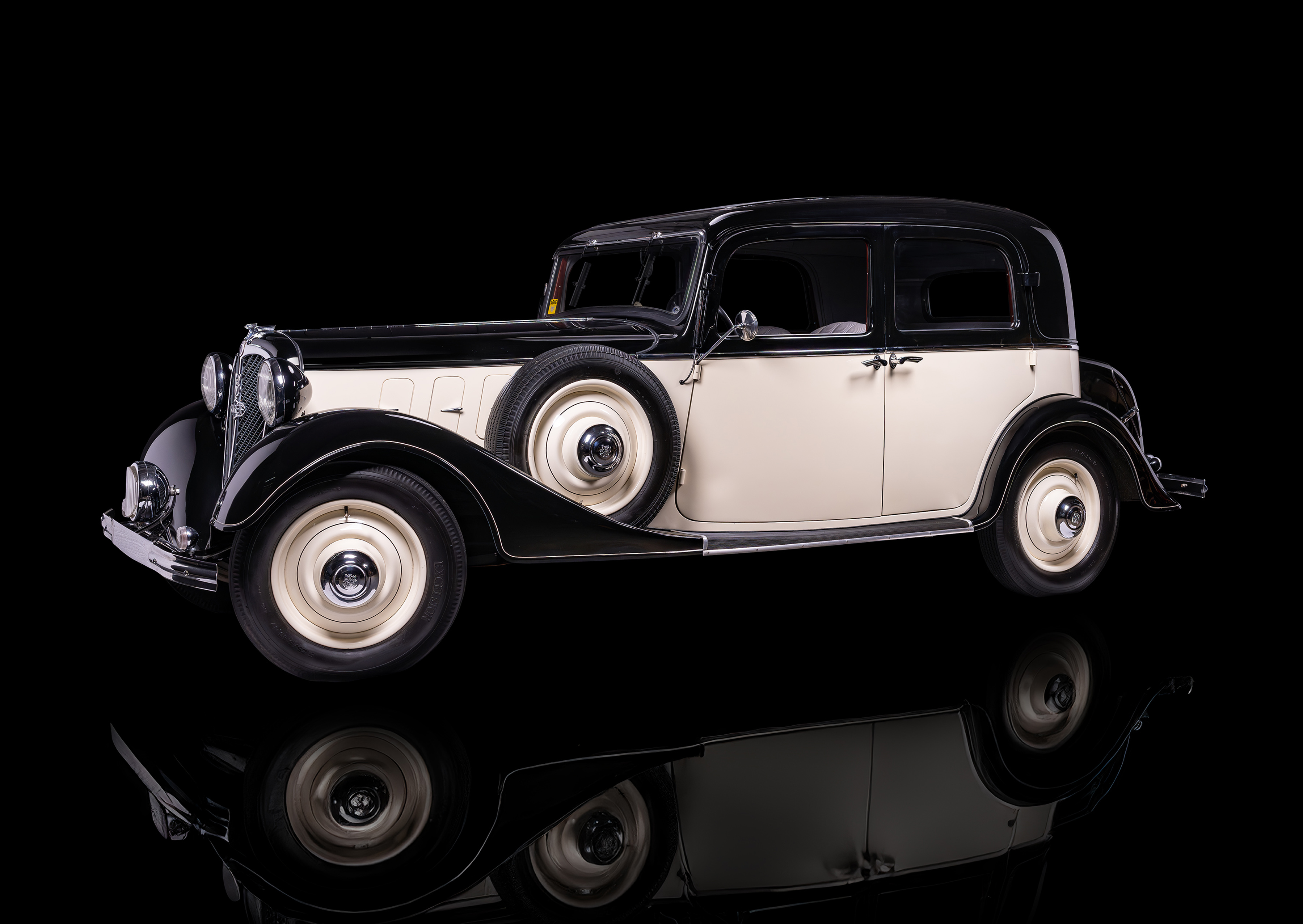
Stoewer Greif 1934.
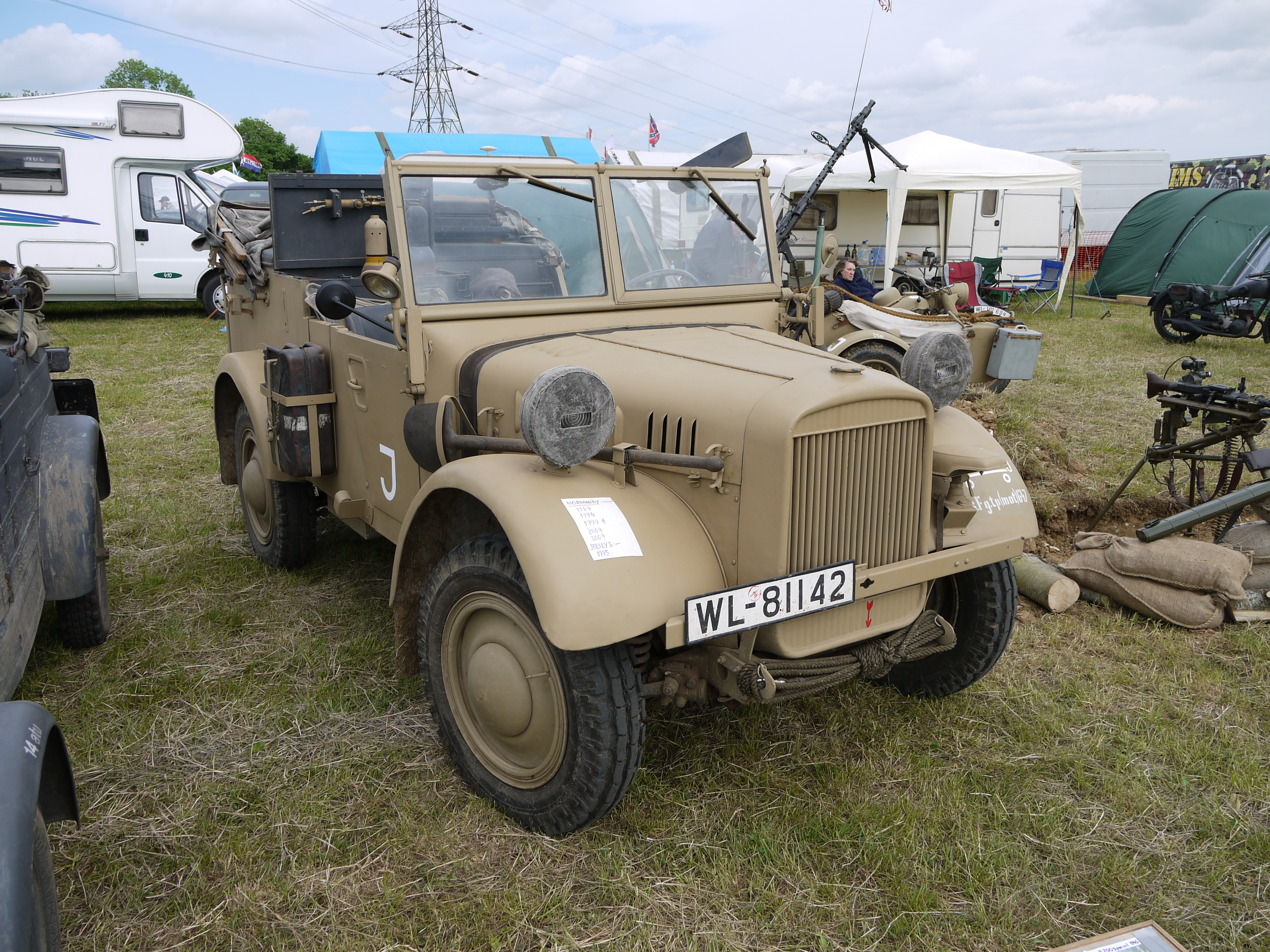
Stoewer LEPKW.